# 18 de la Balena
18 de la Balena (18 Ceti) és un estel a la constel·lació de la Balena de magnitud aparent +6,15. S'hi troba a 101 anys llum del sistema solar.
18 de la Balena és una nana groga de tipus espectral G0V. Té una temperatura efectiva de 5.803 ± 32 K i la seva lluminositat és gairebé tres vegades major que la lluminositat solar. El seu radi és un 68% més gran que el radi solar i gira sobre si mateixa amb una velocitat de rotació projectada de 2,5 km/s. No presenta activitat cromosfèrica, ni tampoc excés en l'infraroig que suggerisca la presència d'un disc de pols. La seva massa aproximada és un 10% major que la massa solar i s'ha proposat que, en realitat, 18 Ceti és una subgegant amb una edat de 7.000 milions d'anys; la seva abundància relativa de liti (logє[Li] = 2,45) és consistent amb el seu estatus d'estrella subgegant.
18 de la Balena presenta una metal·licitat —abundància relativa d'elements més pesants que l'heli— significativament inferior a la que té el Sol ([Fe/H] = -0,18 ± 0,03). Tots els elements avaluats, a excepció del calci, mostren nivells baixos; especialment notable és el cas del manganès, l'abundància relativa del qual és una tercera part de l'existent en el Sol.

## Possible companya estel·lar
Imatges d'alt contrast obtingudes amb el Telescopi Hale han permès observar un objecte que visualment s'hi troba a 3,98 segons d'arc de 18 de la Balena. D'acord a la seva magnitud absoluta i color, hom pensa que probablement és una nana roja que pot estar físicament lligada a ella.